# EPSM Lille-Métropole
 (juillet 2016).
L'Établissement Public de Santé Mentale Lille-Métropole, dont le siège se situe à Armentières, a pour mission la prise en charge des troubles de santé mentale dans le bassin de la Métropole Lilloise. 
Il met à la disposition de la population des services et équipements de prévention, diagnostic, de soin et de suivi pour adultes, adolescents et enfants.  

## Histoire
L'histoire de l'établissement commence en 1615, en même temps que naît la congrégation des Frères Pénitents du Tiers-Ordre de Saint-François ou Congrégation des Bons-Fils ou Bons Fieux (ancêtre de l'asile) fondée par Henri Pringel. En 1838 la loi sur les aliénés, à l'origine de la psychiatrie en France, impose l'existence dans chaque département d'un établissement destiné à l'accueil des personnes placées. C’est en 1875 que l’Asile d’Aliénés d’Armentières, devenu Hôpital Psychiatrique en 1937, Centre Hospitalier Spécialisé en 1972, et Établissement Public de Santé Mentale en 1993, s’implante sur le domaine occupé actuellement par son siège, 104 rue du Général Leclerc à Armentières.

## Description

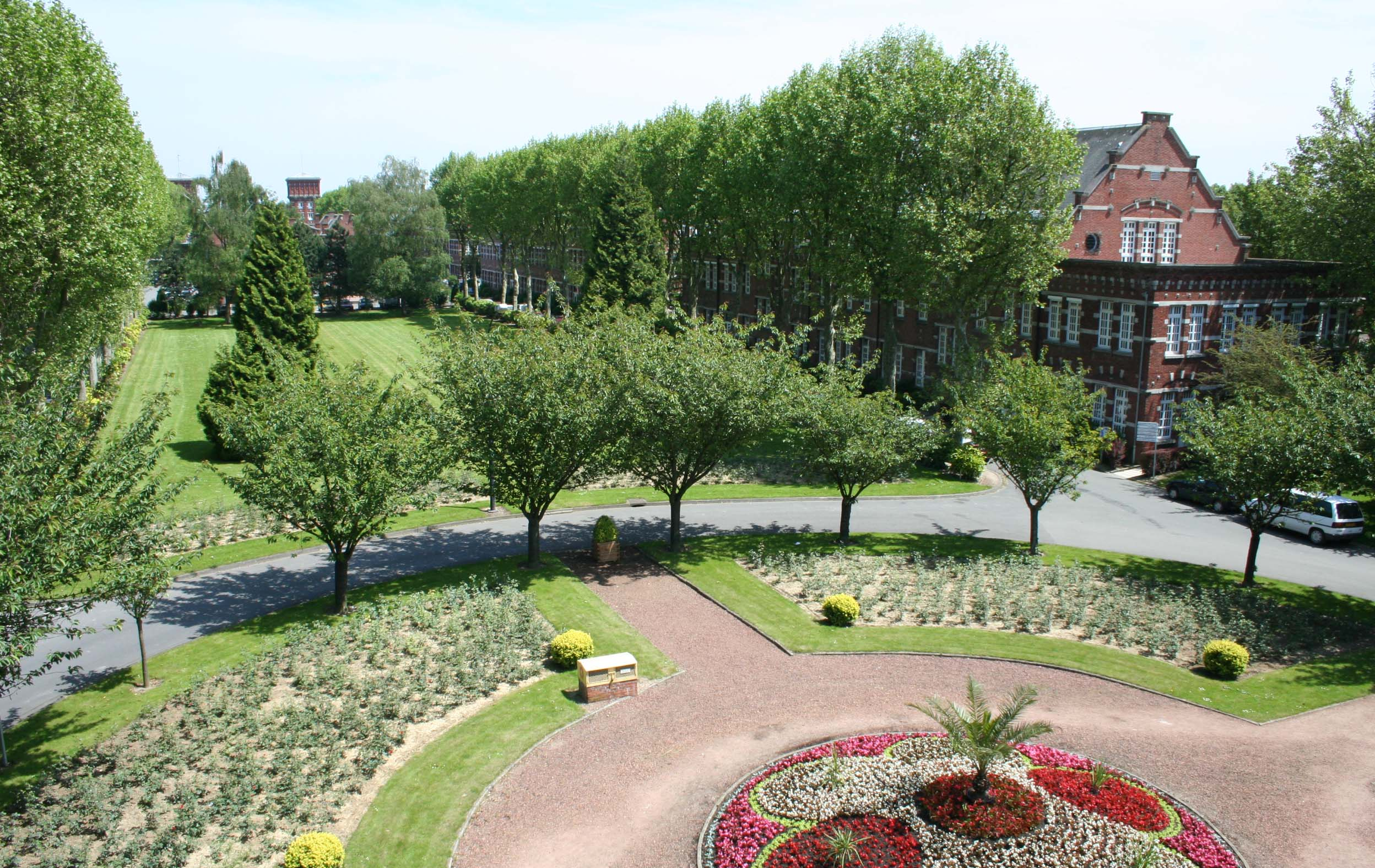
Vue aérienne de l'EPSM Lille-Metropole - site Armentières

La psychiatrie publique s'organise en pôles géographiques qui découpent le territoire en zone de population d'environ 70 000 habitants (200 000 pour la psychiatrie infanto-juvénile). 
Chaque secteur de psychiatrie adulte ou de psychiatrie infanto-juvénile est placé sous l’autorité d’un praticien hospitalier chef de pôle. Il assure la conduite générale du service et son organisation, en collaboration avec le cadre soignant du pôle. Chaque secteur dispose d’une équipe pluridisciplinaire : médecins, paramédicaux, psychologues, professionnels socio-éducatifs, secrétaires,… et se compose d’une ou plusieurs structures de soins.   
L'établissement gère neuf pôles de psychiatrie générale (adultes) :  Armentières - Seclin - Cysoing / Pont-à-Marcq Tourcoing / Neuville-en-Ferrain / Mouvaux - Halluin / Quesnoy-sur-Deûle - La Madeleine / Marcq-en-Barœul -  Saint André / Lomme / Lambersart - Hellemmes / Mons-en-Barœul / Ronchin ; un pôle de psychiatrie infanto-juvénile : Halluin / Armentières / Tourcoing / Mouvaux / Neuville-en-Ferrain ; Un secteur médico-social, composé de la Résidence Berthe Morisot, spécialisée dans l'accueil d'adultes polyhandicapés et d'un Établissement de service et d'aide par le travail (Établissement de Travail Intégré dans la Cité) ; Une Permanence d'Accès aux Soins de Santé (PASS) pour les personnes en situation de précarité. 

## Structures de prise en charge alternatives à l'hospitalisation
La plupart des personnes qui s’adressent aujourd’hui à l’EPSM Lille-Métropole bénéficient de prises en charge diversifiées, au plus proche de leur domicile. Les centres médico-psychologiques (CMP) ou Centres de Santé Mentale (CSM) constituent la porte d'entrée du dispositif.  Ils organisent des actions de prévention, de diagnostic, de soins ambulatoires et d’intervention à domicile.
D'autres dispositifs viennent compléter le dispositif sectoriel : les soins et visites à domicile, réalisées par les équipes de secteurs, permettent un suivi du patient au cœur de la cité. Les centres d’accueil thérapeutiques à temps partiel (CATTP) visent à maintenir ou à favoriser une existence autonome par des actions de soutien et de thérapie de groupe. Les Interventions auprès des Centres Hospitaliers, par le développement des activités de psychiatrie de liaison et d’urgence dans les services hospitaliers, assurent une spécialisation des soins dans un environnement somatique. Les équipes mobiles sont des dispositifs de proximité constitués de professionnels de santé se déplaçant auprès des patients ou des structures partenaires de réseaux afin de faciliter l’accès aux soins. Les Familles d’Accueil Thérapeutique offrent aux patients un accueil, un hébergement et un suivi par une équipe de santé mentale. Les Appartements Thérapeutiques sont des unités de soins dont l’objectif est la réinsertion. Ils sont à la disposition de quelques patients pour des durées limitées et nécessitant une présence importante sinon continue de personnels soignants. Les Hôpitaux de Jour (HJ) assurent des soins polyvalents individualisés et intensifs, à la journée ou à temps partiel. 
Les Ateliers Thérapeutiques ont pour objet de ré-entraîner à l’exercice de l’activité professionnelle, d’assurer un soutien aux patients dans une démarche de resocialisation et de reprise de vie autonome. Le Centre Intersectoriel d’Accueil et de Crises (CIAC) est un centre permanent disposant de quelques lits, permettant des prises en charge intensives et de courte durée pour répondre à des situations d’urgence et de détresse. Les Centres de Post-cure sont des unités de moyen séjour, destinées à assurer après la phase aiguë de la maladie, le prolongement des soins actifs ainsi que les traitements nécessaires à la réadaptation en vue d’un retour à une existence autonome. Des partenariats sont développés avec les différents acteurs de la cité collectivités, associations, structures médico-sociales, dispositifs éducatifs ou judiciaires, associations d’usagers et Groupes d’Entraide Mutuelle (GEM), …

## Sites d'hospitalisation
Environ 10 % des personnes qui s’adressent à l’EPSM Lille-Métropole nécessitent une hospitalisation. Les unités d’hospitalisation temps plein permettent la prise en charge du patient dans la phase aiguë de sa maladie. La durée moyenne d'un séjour est d'environ 20 jours. L'EPSM Lille-Métropole dispose de quatre sites d'hospitalisation temps plein : à Armentières, siège historique de l'établissement ; à Tourcoing , les unités tourquennoises de psychiatrie, situées sur le site du centre hospitalier Gustave Dron ; à Seclin, la clinique de la Pévèle et la clinique du secteur de Seclin, situées sur le site du centre hospitalier de Seclin et à Lille, la clinique Jérôme Bosch, située sur le site du centre hospitalier régional universitaire de Lille.  

## Patients célèbres
- Jules Leclercq, créateur d'Art brut français.
- Alain Marécaux, accusé dans l'affaire d'Outreau.
- Jean-François Rameau, organiste et compositeur français.